# گلی (نیر)
گللو یک روستا در ایران است که در دهستان یورتچی شرقی واقع شده‌است. گلی ۱۲۴ نفر جمعیت دارد.